# Menepetalum salicifolius
Menepetalum salicifolius är en benvedsväxtart som beskrevs av Ludwig Eduard Theodor Loesener. Menepetalum salicifolius ingår i släktet Menepetalum och familjen Celastraceae. Inga underarter finns listade.